# Novi val
Novi val (engl. new wave) naziv je za glazbeni žanr započet 1976. godine u Velikoj Britaniji i Sjedinjenim Američkim Državama. U počecima se naziv vezao isključivo za punk, da bi kasnije označavao širi krug izvođača povezanih s punkom, te uključivao glazbu utemeljenu na žanrovima poput funka, disca, reggaea, te osobito elektronske glazbe. 

## Povijest

### Novi val u Velikoj Britaniji i SAD
Naziv "Novi val" prethodno je korišten za sastav avangardnih francuskih režisera šezdesetih godina. U Velikoj Britaniji 1976. godine u novom ga je značenju prvi koristio Malcolm McLaren, menadžer punk sastava Sex Pistols, kao alternativni naziv za punk.[nedostaje izvor]
Približno u isto vrijeme u SAD Seymour Stein jedan od osnivača izdavačke kuće Sire Records tražio je marketinški naziv za nove izvođače poput The Ramones, Talking Heads, Patti Smith, Television i druge okupljene oko njujorškog kluba CBGB. Želeći se distancirati od punka kako bi osigurao radijski prostor za svoje izvođače smislio je ime "Novi val". "Punk je bio sjajna stvar za neke ljude, ali punk je također bio ružna riječ za neke druge ljude", rekao je Stein.
Uskoro su na američkim radio postajama počeli koristit Steinov naziv da bi opisali novu glazbu drugačiju od punka, koja je s punkom ipak dijelila iste principe i ideale. "Novi val" nešto kasnije opisuje glazbu utemeljenu na sintesajzerima i bazičnom pop zvuku kao onog sastava Ultravox, Spandau Ballet i Human League. Naziv post punk skovan je da opiše novovalne sastave manje sklone pop zvuku poput Gang of Four, Joy Division, Siouxsie & the Banshees. 
Početkom osamdesetih godina (1. kolovoza 1981.) novi val dobiva dodatni zamah pokretanjem kabelske televizije MTV koja je namjeravala emitirati glazbene spotove 24 sata na dan. Nastojeći osigurati dovoljno programskog sadržaja MTV jeftino kupuje prava na video snimke mnogih, uglavnom manje poznatih novovalnih sastava kao Culture Club, Adam Ant, Talk Talk ili A Flock of Seagulls i bez prestanka ih emitira.  Pojavom novih glazbenih pravca sredinom osamdesetih godina naziv novi val postaje preopćenit i nestaje iz upotrebe.

### Novi val u Hrvatskoj
Novi val stigao je u Hrvatsku tijekom 1977., iako se, slično Velikoj Britaniji i SAD, prvo koristio naziv "punk" (v. punk u Hrvatskoj). U Hrvatskoj su postojala dva jaka žarišta: Rijeka i Zagreb. U Rijeci se osnivaju Paraf, a u Zagrebu Prljavo kazalište, Haustor i Azra, iz čije je prve postave nastao Film. Godine 1979. Prljavo kazalište prvi od novovalnih sastava objavljuju album, a 1980. i 1981. godine prve albume snimit će i ostali sastavi novog vala. 
Pjesma "Haustora" "Moja prva ljubav" postat će 1981. godine golemi radijski hit. Ondašnja državna komisija većini je radova dodijelila etiketu "šunda", što je značilo plaćanje dodanog poreza i shodno tome, višu cijenu ploča u trgovinama. 
Iako često kritičan prema društvenim anomalijama, novi val u Hrvatskoj, osim bezazlene komisije za šund nije imao osobitih problema s komunističkom cenzurom [nedostaje izvor]. Objavljene su čak i neke izrazito angažirane pjesme Branimira Štulića poput "Kurvinih sinova, "Poljske u mom srcu" i "Nedjeljnog komentara". 
Štoviše, omladinski tjednik Polet, čije je izdavač bio Savez socijalističke omladine Hrvatske (SSOH), dao je novom valu apsolutnu podršku i imao presudnu ulogu u brzom širenju pokreta među urbanom omladinom. U rujnu 1978. godine "Polet" je u Domu sportova organizirao prvi veliki koncert novih sastava;nastupili su hrvatski sastavi Azra, Prljavo kazalište, Parafi, slovenski sastavi Pankrti, Buldožer te makedonska jazz-rock skupina Leb i sol. SSOH je uglednu nagradu Sedam sekretara SKOJ-a dodijelio ljubljanskom sastavu "Pankrti" za album Dolgcajt, koji je prije toga povjerenstvo ocijenilo šundom. Mnogi su hrvatski sastavi (Film i dr.) priliku za prve prave koncerte dobili na Omladinskom festivalu u Subotici, također u organizaciji službenih tijela socijalističke omladine.
Novi val u Hrvatskoj je u prvoj trećini 1980-ih počeo gubiti snagu. Neke od skupina kao Azra, Prljavo kazalište, okreću se čistom rock zvuku.
Pojavljuju se i novi glazbeni žanrovi poput novog romantizma i post punka, te istiskuju novi val u potpunosti s glazbene scene u Hrvatskoj.

### Novi val u Sloveniji
U Ljubljani se javlja kao i u Hrvatskoj, otprilike u isto vrijem sastav Pankrti. 
Slično Velikoj Britaniji i SAD, novi val u Sloveniji je u prvoj trećini 1980-ih počeo gubiti snagu. 
Novi val u Sloveniji je u prvoj trećini 1980-ih počeo gubiti snagu, nešto prije nego u Hrvatskoj.

### Novi val u Srbiji
Javio se nešto poslije nego u Hrvatskoj. Sredinom 1978. godine u Novom Sadu osniva se Pekinška patka, a tijekom 1979. i početkom 1980. godine u Beogradu su osnovani Šarlo akrobata i Električni orgazam, te Idoli koji će vrlo brzo hitom Maljčiki postati popularni u čitavoj državi. Idoli, Šarlo akrobata i Električni orgazam prije objave samostalnih ploča objavili su zajednički album Paket aranžman koji će u retrospektivi biti proglašen antologijskim. 
Mnogi su srbijanski sastavi (Pekinška patka, Šarlo akrobata, Idoli i drugi) priliku za prve prave koncerte dobili na Omladinskom festivalu u Subotici, također u organizaciji službenih tijela socijalističke omladine.
Slično Velikoj Britaniji i SAD, novi val u Srbiji je u prvoj trećini 1980-ih počeo gubiti snagu. Neke od skupina kao Električni orgazam, okreću se čistom rock zvuku, Šarlo akrobata prestaje s radom.

### Novi val u BiH
Nije imao pravog predstavnika. Jedno je vrijeme Bijelo dugme skrenuo sa svog zvuka i prešao na zvuk blizak novom valu. Kao svojevrstan odgovor na punk i novi val popularan postaje sarajevski novi primitivizam i sastavi Zabranjeno pušenje, Elvis J. Kurtović, Plavi orkestar i Crvena jabuka. 
Pojavljuju se i novi glazbeni žanrovi poput novog romantizma i post punka, te istiskuju novi val u potpunosti s glazbene scene u BiH.

## Sastavi i pjevači novog vala
- a-ha
- Adam and the Ants
- Alphaville
- Animotion
- The Bangles
- Bow Wow Wow
- Blondie
- Boomtown Rats
- The Cars
- The Clash
- China Crisis
- Cyndi Lauper
- Elvis Costello
- Culture Club/Boy George
- The B-52's
- Devo
- Dexys Midnight Runners
- Duran Duran
- Eurythmics
- Haustor
- Men At Work
- Nina Hagen
- Human League
- Billy Idol
- The Jam
- Joy Division
- Kim Wilde
- Madness
- Nena
- New Order
- Plastic Bertrand
- Plavi orkestar
- The Pretenders
- The Psychedelic Furs
- Radio Stars
- Roxy Music
- Rough Trade
- Spandau Ballet
- The Cure
- The Police
- Tears for Fears
- Talking Heads
- Ultravox
- The Sounds